# Roberto Villamarín
Roberto Daniel Villamarín Mora  (sinh ngày 25 tháng 9 năm 1997) là một cầu thủ bóng đá người Peru thi đấu ở vị trí Hậu vệ cho Club Atlas.